# Claudia Neben
Claudia Neben (* 15. August 1989 oder 1990 in Lüneburg) ist eine deutsche Offizierin der Marine im Range eines Korvettenkapitäns und die erste U‑Bootkommandantin der Bundeswehr.

## Werdegang
Nach dem Abitur trat sie 2008 in die Bundeswehr ein (Crew VII/2008), absolvierte ihre Ausbildung zum Marineoffizier und studierte danach Staats- und Sozialwissenschaften in München. Zunächst fuhr sie auf Fregatten, bevor sie auf U-Boote wechselte. Ab 2015 fuhr sie vom Marinestützpunkt Eckernförde aus auf U-Booten der Klasse 212 A. Im Juni 2019 diente sie als 3. Wachoffizierierin in der Besatzung-Delta auf U 36 in Eckernförde. Im Juli 2020 wurde sie erste Wachoffizierin und stellvertretende Kommandantin eines deutschen Klasse-212-A-U-Boots. Seit Oktober 2023 ist sie, mit dem Dienstgrad Korvettenkapitän, die erste U-Boot-Kommandantin der Bundeswehr. Ihr wurde das Kommando über die Besatzung „Delta“ im Mehrbesatzungsmodell des 1. Ubootgeschwaders übertragen. Sie wurde beauftragt, U 34 bis Ende 2026 zu kommandieren.